# Ulver
Az Ulver egy progresszív zenekar Norvégiából. Az első black metal, folk-metal lemezeik óta stílusok egész sorát felöleli életművük. Albumaikon keverik a rockot, az elektronikát szimfonikus és kamarai elemekkel. Gyakran alkalmaznak különböző zajeffekteket a hangulatteremtéshez.

## Pályafutás

### A black metal trilógia
A zenekar legkorábbi korszakát black metalként/folk-metalként aposztrofálják. A Bergtatt – Et eeventyr i 5 capitler című albumuk folk és black metal elemeket egyaránt tartalmaz, szövegvilága a norvég folklórban gyökerezik. A lemez Haavard, Aivarikiar, Garm, Skoll, Aismal felállásban készült. Második lemezük a Kveldssanger teljes egészében elhagyja a metal elemeit, tisztán akusztikus dalokat tartalmaz gitárral, csellóval és kórusokkal. Ezt a lemezt csak Garm, Skoll, Arivaikiar hármas játszotta fel. Harmadik kiadványuk a Nattens madrigal – Aatte hymne til ulven i manden címet viseli. Itt az akusztikus részek lettek elhagyva, és egy rendkívül nyers black metal hangzás jellemzi torzított gitárokkal, tompa dobokkal. Egyes pletykák szerint az egész lemezt egy erdőben vették fel, ezt azonban a zenekar frontembere Garm cáfolta. Ez a lemez ismét az első albumos felállásban készült. Nyersessége, kompromisszummentessége ellenére a lemez kultikus státuszt ért el, és mai napig etalonként emlegetik black metal körökben.
A zenekar alapítója, Carl-Michael Eide pár éve kizuhant egy ötödik emeleti ablakból, és azóta csak mankóval képes közlekedni.

### Themes from William Blake's The Marriage of Heaven and Hell
Az 1998-ban napvilágot album merőben más volt, mint a korábbiak. Tore Ylwizaker csatlakozása új lendületet adott a zenekarnak, és létrehoztak egy bekategorizálhatatlan, komplex művet, melyben keverték az elektronikát, a progresszív rockot, az avantgárdot és az ambient elemeket. Az album lényegében William Blake Menny és Pokol házassága című művének a megzenésítése. A kritikusok kitörő lelkesedéssel fogadták, a hónap lemeze lett számos rangos magazinban, kiemelkedően szerepelt az éves listákon is.

### A kísérletek korszaka
A zenekar következő két kiadványa, a Metamorphosis EP és a Perdition City folytatja a kísérletezés irányába megtett utat. A rocktól egyre inkább eltávolodva kísérleti, elektronikus, trip-hop- és dzsesszelemeket is tartalmazó albumokat készítenek.

### A minimalista időszak
A Perdition Cityt két minimalista, ambient, glitch album követte. A Silence Teaches You How to Sing és a Silencing the Singing kislemezek csak néhol tartalmaz dallamokat, jórészt apró, furcsa, szokatlan zajok jellemzik a dalokat. A korszakban három filmhez is csináltak zenét.

### A minimalizmus után
A minimalista albumok után az A Quick Fix of Melancholy EP-nél maradtak a minimalista alapok, de megjelent egy új, már-már operásba hajló énekstílus. 2005-ben jelent meg a Blood Inside, amely egyfajta visszatérés a rock világába, de kiegészülve a zenekarra jellemző elektronikával.
A 2007-es Shadows of the Sun után belépett a zenekarba egy brit zenész, Daniel O'Sullivan. 2011-ben jelent meg a Wars of the Roses című nyolcadik albumuk. Legfrissebb kiadásuk egy feldolgozáslemez, amelyen a 70-es évek pszichedelikus rockzenekarainak dalait gondolták újra (Childhoods End).
A zenekar nem koncertezett (leszámítva néhány kezdeti megmozdulást) egészen a közelmúltig, azóta viszont rendesen beindult a turnégépezet. Koncertjeiket a bizarr látványú képeket kivetítő vetítő és a visszafogott mozgás jellemzi.

## Diszkográfia

### Stúdióalbumok
- Bergtatt – Et eeventyr i 5 capitler (1995)
- Kveldssanger (1996)
- Nattens madrigal – Aatte hymne til ulven i manden (1997)
- Themes from William Blake’s The Marriage of Heaven and Hell (1998)
- Perdition City (2000)
- Blood Inside (2005)
- Shadows of the Sun (2007)
- Wars of the Roses (2011)
- Childhood's End feldolgozás lemez (2012)
- MESSE I.X-VI.X (2013)
- Terrestrials (2014)
- ATGCLVLSSCAP (2016)
- The Assassination of Julius Caesar (2017)
- Drone Activity (2019)
- Flowers of Evil (2020)
- Scary Muzak (2021)
- Liminal Animals (2024)

### EP-k
- split EP a Mysticum-mal (1994)
- Metamorphosis (1999)
- Silence Teaches You How to Sing (2001)
- Silencing the Singing (2001)
- A Quick Fix of Melancholy (2003)
- Roadburn EP (2012)
- Sic Transit Gloria Mundi (2017)

### Válogatások
- The Trilogie – Three Journeyes Through the Norwegian Netherworlde (1998)
- Teachings in Silence EP (2002)
- 1993–2003: 1st Decade in the Machines (2003)

### Filmzenék
- Lyckantropen Themes (2002)
- Svidd neger (2003)

### Koncertalbumok
- Live in Concert at the Norwegian National Opera koncert DVD (2011)
- Live at Roadburn (2013)
- Drone Activity (2019)
- Hexahedron (Live at Henie Onstad Kunstsenter) (2021)

### Demók
- Próbatermi demo (1993)
- Vargnatt demo (1993)

### Tribute-lemezek
- My Own Wolf: A New Approach (2007)

## Tagok

### Jelenlegi tagok
- Kristoffer Rygg – ének, programozás
- Jørn H. Sværen – egyéb
- Tore Ylwizaker – programozás, billentyűsök
- Daniel O'Sullivan – gitár, basszusgitár, billentyűsök

### Korábbi tagok
- Grellmund – gitár
- A. Reza – gitár
- Robin – basszusgitár
- Carl-Michael Eide – dob
- Håvard Jørgensen – gitár
- Hugh Steven James Mingay – basszusgitár
- Erik Olivier Lancelot – dob, fuvola
- Torbjørn Pedersen – gitár
- Knut Magne Valle – gitár

### Vendégzenészek
- Lill Katherine Stensrud – ének (Vargnatt, Bergtatt), fuvola (Bergtatt)
- Steinar Sverd Johnsen – zongora (Vargnatt, Bergtatt)
- Alf Gaaskjønli – cselló (Kveldssanger)
- Jan Axel Blomberg – dob ("Synen" című dal)
- Stine Grytøyr – ének (Themes from William Blake's The Marriage of Heaven and Hell)
- Tomas Thormodsæter Haugen – ének (Themes from William Blake's The Marriage of Heaven and Hell)
- Vegard Sverre Tveitan – ének (Themes from William Blake's The Marriage of Heaven and Hell)
- Gylve Nagell - ének (Themes from William Blake's The Marriage of Heaven and Hell)
- Rolf Erik Nyström – szaxofon (Perdition City)
- Ivar H. Johansen – dob (Perdition City)
- Kåre J. Pedersen – dob (Perdition City)
- Bård G. Eithun – dob (Perdition City)
- Øystein Moe – basszusgitár (Perdition City)
- Bosse – gitár (Blood Inside)
- Jeff Gauthier – hegedű (Blood Inside)
- Mike Keneally – gitár (Blood Inside)
- Andreas Mjøs – vibrafon (Blood Inside)
- Maja S. K. Ratkje – kórus (Blood Inside)
- Knut Aalefjær – dob és ütősök (Blood Inside)
- Mathias Eick – trombita (Shadows of the Sun)
- Espen Jørgensen – gitár (Shadows of the Sun)
- Pamelia Kurstin – theremin (Shadows of the Sun)
- Hans Josef Groh – cselló (Shadows of the Sun)
- Dorthe Dreier – brácsa (Shadows of the Sun)
- André Orvik – hegedű (Shadows of the Sun)
- Vegard Johnsen – hegedű (Shadows of the Sun)